# タプスス
タプスス（英: Thapsus または Tapsus）は、現在のチュニジアにあった古代都市。遺跡がベカルタ（en:Bekalta）の近く、ラスディマスにある。タプソスともいう。
ランペドゥーサ島から80スタディオン（約14.8km）離れた塩湖周辺（北緯35度37分33秒 東経11度02分42秒 / 北緯35.62583度 東経11.04500度）にフェニキアが建設した。カルタゴの約200km南東に位置する。
紀元前46年、タプスス近郊ではオプティマテスとヌミディア王ユバ1世らがガイウス・ユリウス・カエサル軍に敗北し、戦力の大部分を失った（タプススの戦い）。カエサルはオプティマテス側に5万セステルティウスの賠償金を求めた。彼らの敗北は、アフリカにおける反カエサル運動の終結を意味し、タプススはローマ植民地となって、アフリカ属州沿岸部の商業都市として発展した。